# Gran Premio Societa Campo di Mirafiori
Gran Premio Societa Campo di Mirafiori är ett travlopp för femåriga och äldre hingstar och ston som äger rum i mitten av april på Ippodromo Vinovo i Turin i Italien. Det är ett Grupp 2-lopp. 
Loppet körs över 1 600 meter på banan Ippodromo Vinovo, med autostart. Den samlade prissumman i loppet varierar mellan 180 000 euro till 220 000 euro, förstapriset i 2018 års upplaga var 31 280 euro.
Loppet har körts sedan 1968 och då var distansen 2 085 meter men under åren 1970-1977 så kördes loppet över 2 060 meter sedan över 2 100 meter under perioden 1978-1989 samt under en tid under perioden 1990-1993, men sedan 1994 så körs loppet över 1 600 meter.
Hästen Urlo dei Venti vann den senaste upplagan 2018 på tiden 1'12"0.

## Vinnare[2]
| År   | Häst              | Far               | Kusk                       | Tränare                  | Distans | Tid/km |
| ---- | ----------------- | ----------------- | -------------------------- | ------------------------ | ------- | ------ |
| 2018 | Urlo dei Venti    | Mago d'Amore      | Enrico Bellei              | Gennaro Casillo          | 1 600 m | 1'12"0 |
| 2017 | Super Star Reaf   | Varenne           | Davide di Stefano          | Francesca Croce          | 1 600 m | 1'11"9 |
| 2016 | Oropuro Bar       | Ganymede          | Enrico Bellei              | Erik Bondo               | 1 600 m | 1'12"1 |
| 2015 | Radiofreccia Fi   | Love You          | Roberto Andreghetti        | Harri Rantanen           | 1 600 m | 1'12"7 |
| 2014 | Mack Grace Sm     | CC's Chuckie T    | Roberto Andreghetti        | Lucio Colletti           | 1 600 m | 1'11"8 |
| 2013 | Look Mp           | Sugarcane Hanover | Vincenzo P Dell'Annunziata | Giorgio d'Alessandro S:r | 1 600 m | 1'11"7 |
| 2011 | Lana del Rio      | Varenne           | Santo Mollo                | Santo Mollo              | 1 600 m | 1'12"6 |
| 2010 | Lana del Rio      | Varenne           | Santo Mollo                | Santo Mollo              | 1 600 m | 1'12"6 |
| 2009 | Irambo Jet        | Zambesi Flash     | Roberto Vecchione          | Holger Ehlert            | 1 600 m | 1'12"3 |
| 2008 | Giuseppe Bi       | Toss Out          | Pietro Gubellini           | Fabrice Souloy           | 1 600 m | 1'13"5 |
| 2007 | El Nino           | Stallone Jet      | Enrico Bellei              | Claus Ernst Hollmann     | 1 600 m | 1'11"6 |
| 2006 | Express Road      | Passionnant       | Andrea Guzzinati           | Guiseppe Guzzinati       | 1 600 m | 1'12"4 |
| 2005 | Donadoni Ok       | Supergill         | Roberto Andreghetti        | Jerry Riordan            | 1 600 m | 1'12"6 |
| 2004 | Zinzan Brooke Tur | Enguerillero      | Marco Smorgon              | Marco Smorgon            | 1 600 m | 1'12"5 |
| 2003 | Vidar             | Bon Vivant        | Pietro Gubellini           | Björn Lindblom           | 1 600 m | 1'12"9 |
| 2002 | Attestato         | Solomon Hanover   | Enrico Bellei              | Nello Bellei             | 1 600 m | 1'13"4 |
| 2001 | Zenor Lb          | Sugarcane Hanover | Mauro Baroncini            | Enzo Scalella            | 1 600 m | 1'13"9 |
| 2000 | Uniforz           | Crown's Cristy    | Andrea Guzzinati           | Guiseppe Guzzinati       | 1 600 m | 1'13"7 |
| 1999 | Up di Poggio      | Librium           | Enrico Bellei              | Nello Bellei             | 1 600 m | 1'13"7 |
| 1998 | Sec Mo            | Ebsero Mo         | Andrea Guzzinati           | Pierpaolo Dal Pane       | 1 600 m | 1'13"4 |
| 1997 | Ringo Dei         | Supergill         | Paolo Carta                | Paolo Carta              | 1 600 m | 1'15"9 |
| 1996 | Record Ok         | Valley Victory    | Marcello Mazzarini         | Marcello Mazzarini       | 1 600 m | 1'13"0 |
| 1995 | Newthing          | Premium Lobell    | Giancarlo Baldi            | Giancarlo Baldi          | 1 600 m | 1'15"2 |
| 1994 | Lubro Gim         | Surefire Hanover  | Massimo Giorni             | Massimo Giorni           | 1 600 m | 1'15"9 |
| 1993 | Metello Om        | Neil Hanover      | Roberto Andreghetti        | Roberto Andreghetti      | 2 060 m | 1'15"9 |
| 1992 | Mint di Jesolo    | Gator Bowl        | Antonio Luongo             | Antonio Luongo           | 2 060 m | 1'16"7 |
| 1991 | Lugano Red        | Duke Hanover      | Antonio Luongo             | Antonio Luongo           | 2 060 m | 1'16"5 |
| 1990 | Fiaccola Effe     | Mustache          | Roberto Benedetti          |                          | 2 060 m | 1'15"4 |
| 1989 | Feystongal        | Keystone Spartan  | Antonio Luongo             | Antonio Luongo           | 2 100 m | 1'15"5 |
| 1988 | Esotico Prad      | Sharif di Ieso    | Guiseppe Guzzinati         |                          | 2 100 m | 1'15"9 |
| 1987 | Dorsten           | Granit            | Mario Rivara               |                          | 2 100 m | 1'19"2 |
| 1986 | Dorsten           | Granit            | Mario Rivara               |                          | 2 100 m | 1'16"2 |
| 1985 | Ciconero          | Belfagor          | D Petrucci                 |                          | 2 100 m | 1'17"8 |
| 1984 | Alfonso Red       | Freddy            | Vittorio Guzzinati         |                          | 2 100 m | 1'16"9 |
| 1983 | Atod Mo           | Tom Swift         | Luciano Bechicchi          |                          | 2 100 m | 1'16"1 |
| 1982 | Zebu              | Sharif di Ieso    | Guiseppe Guzzinati         |                          | 2 100 m | 1'16"8 |
| 1981 | Ceox              | Marengo Hanover   | Vittorio Guzzinati         |                          | 2 100 m | 1'16"4 |
| 1980 | Modigliani        | Sailer            | Edoardo Gubellini          |                          | 2 100 m | 1'16"7 |
| 1979 | Nazionale         | Short Stop        | Vittorio Guzzinati         |                          | 2 100 m | 1'17"3 |
| 1978 | Hectic Yankee     | Speedy Count      | S Peluso                   |                          | 2 100 m | 1'19"3 |
| 1977 | Dalko II          | Kubler L.         | Alessandro Macchi          |                          | 2 060 m | 1'15"7 |
| 1976 | Stormy Reef       | Florlis           | Giordano Fabbroni          |                          | 2 060 m | 1'18"3 |
| 1975 | Wayne Eden        | Speedy Rodney     | Anselmo Fontanesi          |                          | 2 060 m | 1'16"3 |
| 1974 | Chamfort          | Farstar           | Guiseppe Guzzinati         |                          | 2 060 m | 1'19"2 |
| 1973 | Freddy            | Safe Mission      | Sergio Brighenti           |                          | 2 060 m | 1'18"1 |
| 1972 | Chiero            | Famous Hanover    | A Pedrazzani               |                          | 2 060 m | 1'19"5 |
| 1971 | Barbablù          | Mistero           | Giancarlo Baldi            |                          | 2 060 m | 1'19"6 |
| 1970 | Agaunar           | Oriolo            | Edoardo Gubellini          |                          | 2 060 m | 1'19"0 |
| 1969 | Be Sweet          | Blaze Hanover     | Johannes Fromming          | Johannes Fromming        | 2 085 m | 1'18"8 |
| 1968 | Some Fire         | Rodney            | Anselmo Fontanesi          |                          | 2 085 m | 1'19"0 |